# Bernhard Lichtenberg
Bernhard Lichtenberg (n. 3 de diciembre de 1875 en Ohlau, Silesia - f. 5 de noviembre de 1943 en Hof, Baviera), sacerdote católico que durante el nazismo alzó su voz contra los nacionalsocialistas; fue apresado y murió cuando era deportado al campo de concentración. Fue beatificado en 1996 por el Papa Juan Pablo II.

## Biografía
Ordenado sacerdote en 1899, desarrolla toda su labor sacerdotal en Berlín. Desde 1931 forma parte del Cabildo catedralicio en esa ciudad. Muy pronto se pone en el punto de mira de los nazis. Joseph Goebbels, que más tarde será el ministro de Propaganda, comienza en 1931 una campaña de difamación contra el sacerdote, que ha animado a ir a ver la película antibélica Im Westen nichts Neues (Sin novedad en el frente), basada en la novela de Erich Maria Remarque. Pocos después del ascenso de los nazis al poder, en 1933, la vivienda de Lichtenberg es examinada por la Gestapo, lo cual sucederá también en otras ocasiones posteriores.
En 1935, Lichtenberg se entera de la situación en el campo de concentración de Esterwegen, y protesta contra ella en una carta formal dirigida a Hermann Göring.
En 1938, Lichtenberg se convierte en deán de la Catedral de Santa Eduvigis en Berlín. Tras la "Noche de los cristales rotos" reza en público por los judíos perseguidos. En 1941, protesta en una carta al Jefe de Salud del Reich, Leonardo Conti contra el asesinato de discapacitados (el "programa de eutanasia"). 
El 23 de octubre de 1941, Lichtenberg es detenido por las SS o la Gestapo. El 22 de mayo de 1942 es condenado, por hacer mal uso del púlpito, a dos años de cárcel, que pasa primero en la prisión de Berlin-Tegel y luego en el campo de concentración de Sachsenhausen. Desde allí es deportado, en 1943, al campo de concentración de Dachau. En el camino muere este sacerdote, ya gravemente enfermo del corazón y de los riñones: es el 5 de noviembre. Las circunstancias exactas de su muerte no han podido ser aclaradas.
Sus restos son enterrados -con una gran participación de gente- en la iglesia de San Sebastián, en Berlín, entonces todavía no destruida. En 1965 son trasladados a la cripta de la Catedral berlinesa.
El Papa Juan Pablo II beatificó a Lichtenberg en Berlín el 23 de junio de 1996 en el marco de su visita a Alemania, a la vez que a Karl Leisner. Su memoria se celebra el 5 de noviembre.

## Fuente
Traducción resumida del artículo en la Wikipedia en alemán.